# Tomb Raider (видео-игра из 1996)
Тумб рејдер (Пљачкашица гробова), од 2001. до 2007. године познат и као Лара Крофт: Тумб рејдер, медијска је франшиза која потиче од компјутерске игре акционо-авантуристичког типа креиране од стране британске компаније Кор Дизајн. Првобитно у власништву Еидос интерактива, потом и Сквер ениикса након њиховог преузимања Еидоса 2009. године. Франшиза се базира на лику археолога авантуристе Ларе Крофт, која путује светом тражећи изгубљене артефакте и испитујући опасне гробнице и руине.
Игра се углавном фокусира на истраживање околине, решавање загонетки, пролажењу деоница испуњених клопкама и борбом са бројним непријатељима.
Развој оригиналне игре започео је 1993. године. Почетни успех игре навео је Кор дизајн да у следеће четири године развија нове игре на годишњем нивоу што је оптеретило запослене у компанији. Шеста игра Тумб рејдер: Мрачни анђео суочила се са тешкоћама током развоја и сматрана је пропалом при издавању. Ово је навело Еидос да обавезе развоја усмери на Кристал Динамикс који је главни студио за развој серијала од тада. Други развојни студији допринели су или бочним пројектима унутар серијала или деловима главне серије.
Овај серијал видео игара појавио се у великом броју других медија а најзначајнијим се сматра филмска адаптација из 2001. године са Анђелином Жоли у главној улози. Игра је продата у више од 45 милиона копија чиме је постала једна од најпродаванијих франшиза у области видео игара. Цео серијал се од стране критике уопштено сматра успешним при чему се наводи као пионир жанра акционих авантура. Лара Крофт постала је најпрепознатљивији протагониста видео игара освајајући бројна признања као и место у Вок оф гејм и Гинисовој књизи рекорда. Осим што је сматрају пиониром женских карактера у видео играма уједно је и врло контроверзна због њене сексуалности која се користила за маркетинг.

## Игре
Прва игра у серијалу Тумб рејдер издата је 1996. године за персоналне рачунаре, PlayStation и сега сатурн конзоле. Друга игра Тумб Рејдер 2 издата је 1997. године за персоналне рачунаре и PlayStation конзолу. Месец дана пре него што је изашла Еидос је завршио преговоре са Сони компјутерс ентртејмент о уговору по коме би Томб Раидер 2 као и будуће игре из тог серијала излазиле ексклузивно за њихову PlayStation конзолу до 2000. године. Тумб Рејдер 3 је изашао 1998. године.
Четврта игра у серијалу Тумб Рејдер: Последње откриће издата је 1999. године. Заједно са крајем ексклузивног уговора за PlayStation конзолу 2000. године, игра је издата и за дримкаст конзолу. Тумб Рејдер: Хронике издате су 2000. године.
Године 2003. Тумб Рејдер: Анђео Таме излази за персоналне рачунаре и PlayStation 2. Следећа игра Тумб Рејдер: Легенда излази 2006. године за персоналне рачунаре, PlayStation 2, Xbox, Xbox 360, PlayStation Portable, гејмбој адванце и нитендо ДС и GameCube. Годину дана касније римејк прве игре Тумб Рејдер: Годишњица излази за персоналне рачунаре, PlayStation 2, Xbox, Xbox 360, PlayStation Portable и ви. Следећа игра у низу Тумб Рејдер: Подземље издата је 2008. године за персоналне рачунаре, PlayStation 3, PlayStation 2, Xbox 360 и ви.
Редизајнирана игра Тумб Рејдер изашла је 2013. године за персоналне рачунаре, PlayStation 3 и Xbox 360. Њен наставак Успон Тумб Рејдера издата је 2015. године за Xbox 360 и Xbox One конзоле. Овај део игре је временски ексклузивно везан за Мајкрософт. Верзија за PlayStation 4 је у плану а верзија за персоналне рачунаре је објављена јануара 2016.

## Адаптације
Први такав наслов у серији била је игра за гејм бој колор, Тумб Рејдер објављена 2000. године. Њен наставак Тумб Рејдер: Клетва мача издата је 2001. године за Гејм Бој Колор у 2002. години. Нова игра за Гејм Бој Адванце Тумб Рејдер: Пророчанство развијена је од стране Убисофт Милано и издата за Убисофт. Четири Тумб Рејдер игре објављене су за мобилне телефоне од 2003. Године 2015. такође је издата платформска игра за мобилне уређаје Лара Крофт Го.
Почевши од 2010. године развијају се одвојене под-серије назване Лара Крофт, омогућујући искуства другачије врсте од главне серије. Прва игра у овој под-серији Лара Крофт и заштитник светла издата је 2010. године и могуће је скинути са интернета за персоналне рачунаре, PlayStation 3 и Xbox 360. Следећа у серији Лара Крофт и Храм Озириса издата је и физичком облику и у опцији за скидање са интернета 2014. године за персоналне рачунаре и Xbox One. Још једна игра за мобилне уређаје која се може описати као бесконачна линијска платформа под називом Лара Крофт трка за реликвијама издата је 2015. године.

## Отказане игре
Анђео мрака је замишљена као прва игра у триологији а њен наставак је назван изгубљено царство. Иако је изгубљено царство већ било развијано, негативан одзив довео је до тога да се одбаци цела триологија. Због тога је уз Еидосов пристанак Кор дизајн развио прерађену верзију прве игре названу Томб Рајдер: Годишњица. Развој игре настављен је док је Кор дизајн радио на платформској игри. Пошто је Коре Дизајн продат Ребилион девелопментс, Еидос је затражио обуставу пројекта. Запослени у Коре дизајну сматрали су да Еидос није желео да спољашњи развојни студио преузме франшизу.

## Тумб рејдер у медијима

### Филм и телевизија
Серијал игара доживео је две филмске адаптације, Лара Крофт: Пљачкаш гробница 2001. године и Колевка живота из 2003. године. Појавиле су се назнаке трећег филма 2007. године а званично је најављен за 2009. годину. Филмска права купили је ГК Филм 2011. године, а 2015. године потврдили су избор режисера и продукцију филма од стране ГК Филмс, Ворнер Брос и МГМ студија.
Анимирана серија базирана на карактеру Ларе Крофт појавила се 2007. године и емитована је од стране Гејм Тап онлајн играчког сервиса, као део серије оживљавања популарних видео игара. Емитована је између маја и јуна 2007. године под именом Томб Рајдер: Ревизија. Иако је продукцијски тим имао велику креативну слободу карактер Ларе Крофт није смео да одступа од оригиналног концепта.

### Други медији
Од 1997. лик Ларе Крофт појављивао се у многим стриповима, такође су и написане четири новеле. Прве три издате су између 2003. и 2005. године. Прва новела Привезак моћи описује догађаје из игре Томб Рајдер 4, док наставци Изгубљени култ и Бронзани човек описују догађаје из игре Томб Рајдер 1. Најновији део из 2013. године Томб Рајдер 10000 бесмртних наставак је оригиналне приче.

## Елементи игре

### Лик Ларе Крофт
Лара Крофт је главни протагонист Тобм Рајдер серијала игара, путује по свету тражећи заборављене артефакте и локације често повезане са натприродним моћима. Иако се њена биографија мењала кроз серијал оно што је се понавља у сваком делу је да је она једино дете и наследник аристократске породице Крофт. Она је интелигентна, атлета, елегантна, течно говори неколико језика и чврсто је решена да постигне свој циљ по сваку цену. Има смеђе очи и косу уплетену у кику или у коњски реп. Уобичајено је обучена у тиркизну атлет мајицу, енглеске бермуде, дубоке чизме и беле доколенице. Повремено носи рукавице, ранац, војни појас са футролама са обе стране и два пиштоља. Касније игре имају различиту и вишеструку одећу за њу.

### Начин играња
Томб Рајдер је првенствено базиран као акциона авантура у којој Лара пролази кроз различите нивое и решава механичке и амбијенталне загонетке борећи се против непријатеља и избегавајући замке. Ове загонетке углавном распоређене у прастарим гробницама и тамницама простиру се кроз више соба и области унутар једног нивоа. Лара такође може да плива и рони што је карактеристика целог серијала игара. Према дизајнерима игре поставка соба инспирисана је египатским више собним гробницама као сто је гробница Тутанкамона. У оригиналним играма Лару контролишемо курсорским тастерима а у борби Лара аутоматски нишани непријатеље унутар домета оружја.
Камера се аутоматски прилагођава Ларином кретању и у највећем броју случајева у питању је перспектива из трећег лица. Ова основна формула није мењана у првим деловима серијала. У каснијим деловима команде су усложњаване да би одговарале вишим стандардима и захтевима решавања загонетки и новим облицима борбе. Начин играња доживео је велику промену 2013. године преласком са линеарних нивоа на отворени свет, додато је сакупљање намирница и унапређивање опреме и оружја. Аутоматско нишањење замењено је контролом нишањења од стране корисника.

## Пријем код публике
Тумб рејдер постигао је потпуно неочекиван успех код играча освајајући висока места на разним топ листама током дужег времена. Оригинална игра је продата у седам милиона примерака. Томб Рајдер 2 је направио још већи комерцијални успех и тај тренд се задржао све до изласка Хроника које су продате у свега 1.5 милиона примерака. Најпродаванији део је игра из 2013. године са 8,5 милиона продатих копија. Након дебија 1996. године Лара Крофт налазила се на корицама британског магазина Фејс, и то је први случај да ја измишљени лик био на насловној страни тог магазина. Њен лик је за своју Поп Март турнеју користио Ирски бенд У2. Вишеструко се спомиње у Гинисовој књизи рекорда од којих је најпознатија номинација за најуспешнију хероину видео игара. По уреднику Гинисове књиге рекорда она је лик који обједињује све што је добро у игрању видео игара.